# Доња Зелина
Доња Зелина је насељено место у саставу града Свети Иван Зелина у Загребачкој жупанији, Хрватска. До територијалне реорганизације у Хрватској налазила се у саставу бивше велике општине Свети Иван Зелина.

## Становништво
На попису становништва 2011. године, Доња Зелина је имала 847 становника.

## Попис1991.
На попису становништва 1991. године, насељено место Доња Зелина је имало 538 становника, следећег националног састава:
| Попис 1991.‍  | Попис 1991.‍  | Попис 1991.‍ | Попис 1991.‍ | Попис 1991.‍ |
| ------------ | ------------ | ----------- | ----------- | ----------- |
|              |              |             |             |             |
| Хрвати       | Хрвати       |             | 512         | 95,16%      |
| Срби         | Срби         |             | 14          | 2,60%       |
| Југословени  | Југословени  |             | 3           | 0,55%       |
| Италијани    | Италијани    |             | 1           | 0,18%       |
| Македонци    | Македонци    |             | 1           | 0,18%       |
| Муслимани    | Муслимани    |             | 1           | 0,18%       |
| неопредељени | неопредељени |             | 1           | 0,18%       |
| непознато    | непознато    |             | 5           | 0,92%       |
| укупно: 538  |              |             |             |             |